# قناة الكتاب
قناة الكتاب قناة فضائية فلسطينية، ثقافية، تربوية، اجتماعية، تستهدف بالدرجة الأساسية الشعب الفلسطيني في كافة أماكن تواجده، والأمتين العربية والإسلامية في حدود مساحة التغطية القمرية التي تسعى لزيادتها لتشمل مساحة أوسع على مستوى العالم. مملوكة للجامعة الإسلامية بغزة.
تحاول المساهمة في تحقيق النهضة المجتمعية الشاملة على كافة الأصعدة، والارتقاء بالمستوى الثقافي والتربوي، وتسليط الضوء على القضية الفلسطينية من حيث جذورها التاريخية لتعود حية نابضة في قلوب الفلسطينيين والعرب والمسلمين.
تهدف القناة إلى خدمة المجتمع الفلسطيني خاصة والمجتمع العربي والإسلامي والإنساني عامة، في ظل فلسفة تربوية تستند إلى المفاهيم الإسلامية وقيمها الأخلاقية والجمالية، وتنمية ما يتطلبه ذلك من بناء العقل والضمير والسلوك والنظرة الشمولية للحياة، والتفاعل مع المجتمع، وصقل شخصية الفرد بحيث يتذوق حب المعرفة والاعتزاز بأصالة حضارته الإسلامية وقدرتها على التغيير الهادف. والمساهمة في إيجاد حلول خلاقة للمشكلات التي يعاني منها المجتمع الفلسطيني والمجتمعات العربية والإسلامية، و تشجيع ودعم البحث العلمي، وبث ثقافة الحوار وتقدير الرأي الآخر، والاهتمام بجانب التدريب المهني لشرائح المجتمع المختلفة، وبراز الصورة المشرقة للجامعة الإسلامية وجامعات الوطن ودورها في خدمة المجتمع والمسيرة التعليمية، ونشر الوعي التربوي في مجالات الأسرة والطفل والمرأة والشباب وغيرها من القضايا.
تقدم برامج تهتم  بالبحث العلمي بغية توظيفه في خدمة المجتمع وتطويره. و تتعاون مع وسائل الإعلام والمؤسسات الفلسطينية والعربية والإسلامية والعالمية. وتهتم باللغة العربية الفصيحة وتوظيف استخدامها في كل البرامج المقدمة من خلال شاشة الفضائية، وتبث البرامج التربوية المتخصصة في قضايا الأسرة والمرأة والطفل والشباب، وتنقل أنشطة وفعاليات الجامعة الإسلامية، من مؤتمرات علمية، أيام دراسية، ومحاضرات العامة، وورش عمل، وكل ما له أثر إيجابي في خدمة وتطوير المجتمع.
وفي رمضان عام 2013 اطلقت القناة برنامج الكاميرا الخفية طول بالك ولاقى ترحيب كبير لما ادخل من بهجة على المشاهد .. وتم استخدام هذه الكلمة طول بالك بشكل كبير داخل المجتمع وخاصة في شهر رمضان .
وتقدم القناة سلسلة من البرامج المنوعة والدينية والوطنية والاجتماعية والصحية والأدبية والثقافية والرياضية.

## التردد
تردد القناة على القمر نايل سات 11395.

## وصلات خارجية
- موقع القناة الرسمي
- البث المباشر للقناة